# Monica Wichfeld

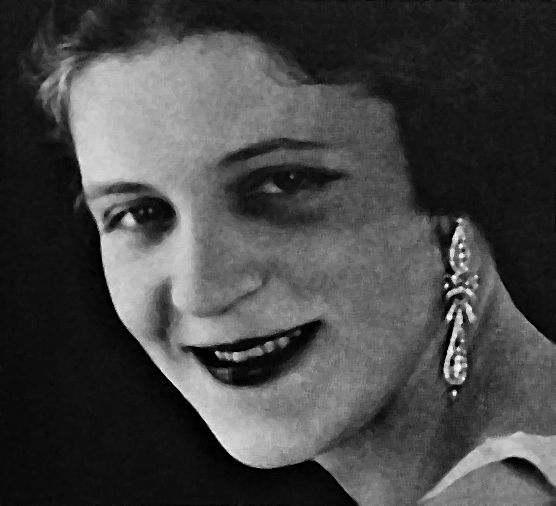
Monica Wichfeld

Monica (Emily) Wichfeld (geboren als Massy-Beresford am 12. Juli 1894 in London; gestorben am 27. Februar 1945 in Waldheim) war eine Widerstandskämpferin gegen die deutsche Besatzungsmacht in Dänemark im Zweiten Weltkrieg.

## Kindheit und Jugend
Monica Massy-Beresford wurde am 12. Juli 1894 im Haus ihres Vaters George Massy-Beresford am Eaton Square 7 in London geboren. Ihre Mutter war Alice Elizabeth Mulholland, eine Tochter des Barons John Mulholland. Das Paar hatte ebendort ein Jahr zuvor geheiratet. Die Familie war irisch-schottischer Abstammung und gehörte zu den vermögenden irischen Großgrundbesitzern. Kurz nach der Geburt der ersten Tochter kehrte die Familie auf die irischen Güter in St. Hubert am Lough Erne nach Irland zurück. Bis zum Beginn des Ersten Weltkriegs verlebte Monica mit ihren drei jüngeren Brüdern, Tristram, John Clarina und Desmond, eine zugleich behütete und erlebnisreiche Kindheit und Jugend in einem großbürgerlichen Umfeld in weiträumigen Gebäuden, die von Parks und Gärten sowie den bewirtschafteten Flächen umgeben waren. Ihre Biografin Christine Sutherland beschreibt Monica als ein wildes und ideenreiches Kind, das in Gruppen mit anderen Kindern schnell zur Anführerin wurde, in der Jugend eigenwillig, vielfältig begabt und Mittelpunkt ihres Freundeskreises.

## Erwachsenenjahre bis 1941

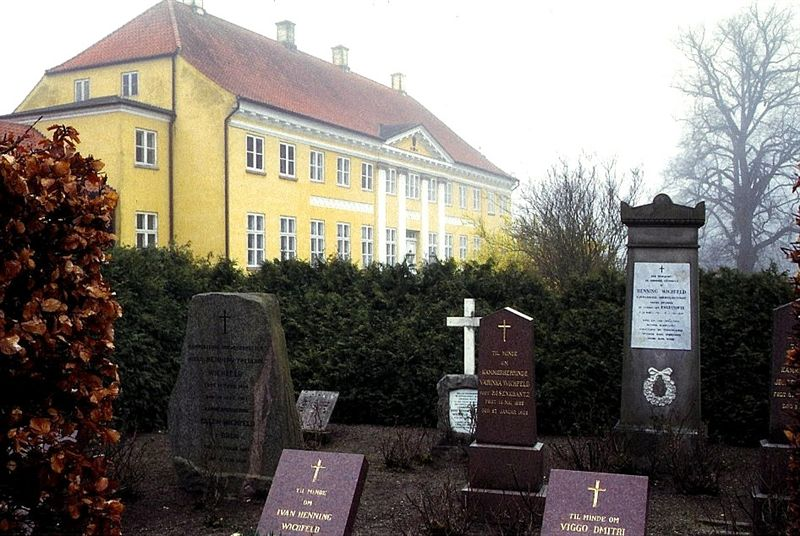
Gut Engestofte der Familie Wichfeld

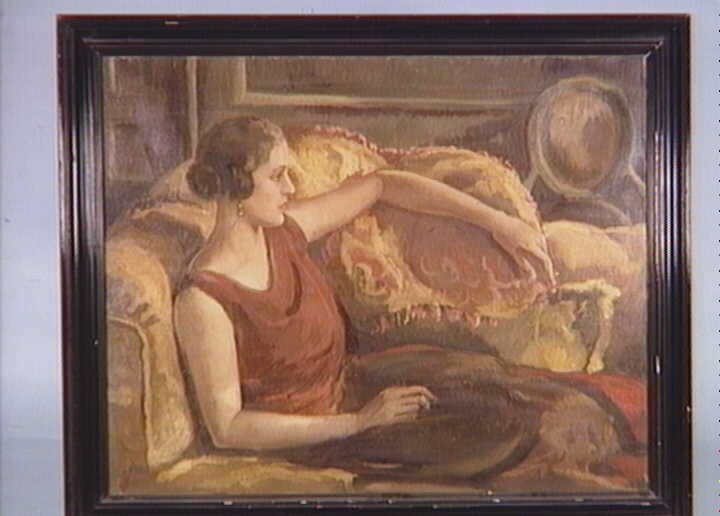
Porträt Wichfelds im Dänischen Nationalmuseum

Als junge Frau reiste Monica viel, sprach fließend Französisch und Deutsch und hatte ein positives Verhältnis zu Deutschland, besonders zu dem weltoffenen Berlin. Nach einigen anderen intensiven Beziehungen lernte sie den dänischen Aristokraten und Diplomaten Jørgen Adalbert Wichfeld kennen, der zu dieser Zeit Sekretär der dänischen Gesandtschaft in London war. Das Paar heiratete am 15. Juni 1916 und ließ sich auf dem Anwesen Wichfelds in Engestofte in der Nähe von Maribo auf der Insel Lolland in Dänemark nieder. Ihr Verhältnis zu Deutschland änderte sich durch den Tod ihres Bruders John Clarina, der im Ersten Weltkrieg als Freiwilliger bei der französischen Armee kämpfte und im August 1918 fiel.
Monica Wichfeld wurde dänische Staatsbürgerin und bekam mit ihrem Mann drei Kinder: Ivan (1919), Varinka (1922) und Viggo (1924). Unter Beibehaltung der Ehe unterhielt sie neun Jahre lang eine Liebesbeziehung zu Graf Kurt Heinrich Eberhard Erdmann Georg von Haugwitz-Hardenberg-Reventlow, der im benachbarten Herrenhaus Hardenberg lebte. Als die Weltwirtschaftskrise auch die Familie Wichfeld erreichte und große Teile des Vermögens verloren gingen, erwies sie sich als erfolgreiche Geschäftsfrau. Sie zog alleine nach Paris und entwickelte eine erfolgreiche Parfum- und Modeschmucklinie. Nach der Besetzung Dänemarks durch die Nationalsozialisten blieb Wichfeld mit ihrer Mutter zunächst in Italien. Im Jahr 1941 kehrte sie nach Dänemark zurück und kümmerte sich neben ihrem Unternehmen um die Familiengüter.

## Widerstand gegen die deutsche Besatzung
In Kooperation mit der britischen Special Operations Executive (SOE) beteiligte Wichfeld sich vom Gut der Familie in Engestofte aus am dänischen Widerstand, ohne dass ihr Mann und die Nachbarschaft davon wussten. Dabei arbeitete sie ab Frühjahr 1943 eng mit ihrem Schwiegersohn, dem in London von der SOE ausgebildeten dänischen Major Flemming B. Muus, zusammen und war ein entscheidendes Bindeglied zwischen den Widerstandskämpfern Hilmar Wulff und Erik Kjersgaard. Sie unterstützte Carl „Bobby“ Adam von Moltke, der über weitreichende Kontakte in die USA und verschiedene Länder Europas verfügte und einen dänischen Geheimdienst in Schweden begründet hatte. Sie beherbergte Menschen, die auf der Flucht vor der deutschen oder dänischen Polizei waren, bevor sie sich nach Schweden absetzen konnten. Ohne dass ihre Familie davon wusste, wurde das Gut Engestofte zum sicheren Haus der Widerstandsbewegung. Sie unterstützte die Untergrundzeitschrift Frit Danmark („Freies Dänemark“) und deren Verbreitung auf Lolland und war an Sabotageakten gegen die Besatzungsmacht beteiligt. Später waren auch ihr Sohn Viggo und die Tochter Varinka Mitglieder des Widerstands.

## Festnahme, Verurteilung und Tod
Am 13. Januar 1944 wurde sie von den Deutschen in ihrem Haus in Engestofte verhaftet. Vier Monate wurde sie im Kopenhagener Gefängnis Vestre Fængsel gefangen gehalten und täglich verhört. Der Widerstand versuchte, ihre Flucht zu ermöglichen, was aber durch einen der Beteiligten verraten wurde. Im Mai 1944 stand Wichfeld mit zehn weiteren Angeklagten, zu denen auch ihr Sohn Viggo gehörte, vor dem deutschen Gericht. Mit drei weiteren Angeklagten (Georg Brockhoff Quistgaard, Arne Lützen-Hansen und Carl Jørgen Larsen) wurde sie zum Tode verurteilt. Die anderen Inhaftierten erhielten Gefängnisstrafen, zwei wurden freigesprochen, darunter auch ihr Sohn. Das Angebot, ein Gnadengesuch stellen zu dürfen, beantwortete sie mit der Frage, ob das auch für ihre Mitangeklagten gelte. Als dies verneint wurde, lehnte sie das Angebot ab mit den Worten: „Dann habe ich kein Interesse.“
Das Urteil wurde später in eine lebenslange Zuchthausstrafe umgewandelt. Zusammen mit Else Baastrup Thomsen, Hornslet und Grete Jensen wurde Wichfeld am 2. Juni 1944 zunächst in das Zuchthaus Cottbus deportiert. Anfang Februar 1945 erfolgte eine dreitägige Fluchtverlegung vor der Roten Armee ohne Verpflegung in das Zuchthaus Waldheim bei Chemnitz. Dort verstarb sie am 27. Februar an einer den Haftbedingungen geschuldeten Lungenentzündung.
Waldheim lag bei Kriegsende in der sowjetischen Besatzungszone. Einige Monate nach Kriegsende erteilten die Sowjets den dänischen Behörden die Erlaubnis, die sterblichen Überreste nach Engestofte zu überführen. Bei Graböffnung wurde aber festgestellt, dass das Grab leer war. Der Leichnam wurde nie gefunden.

## Ehrungen, Rezeption
- Gedenktafel in der Kirche Våbensted
- Gedenktafel in der Engestofter Kirche Sakskøbing
- Aufnahme in den Gedenkhain in Ryvangen
- Uraufführung des Theaterstücks Monica Wichfeld und der Weltkrieg von Claus Flygare, Museum Lolland Falster. 2022[10]